# Marcella Bella
Pour les articles homonymes, voir Bella.
Marcella Bella (Catane, 18 juin 1952) est une chanteuse italienne. Ses frères Antonio et Salvatore Bella sont aussi des musiciens connus. Son frère, l'auteur-compositeur-interprète Gianni Bella, lui a écrit diverses chansons.
En 1972, elle concourt au Festival de Sanremo avec la chanson Montagne verdi, et elle participe plus tard aux plusieurs événements musicaux. Elle a chanté des versions et des originaux de ses chansons en allemand, anglais ou espagnol.
En 1979 la chanteuse collabore avec Joe Dassin à l'enregistrement de Little Italy, un album qui aurait dû mener à la création d'une comédie musicale, mais qui ne fut jamais réalisée à cause de la disparition prématurée de Dassin.

## Discographie italienne

### Singles
- 1969 Un ragazzo nel cuore
- 1970 Bocca dolce
- 1971 Hai ragione tu
- 1972 Montagne verdi Festival de Sanremo
- 1972 Sole che nasce sole che muore
- 1972 Un Sorriso e poi perdonami
- 1973 Io domani
- 1973 Mi ti amo
- 1974 Nessuno mai
- 1974 L'Avvenire
- 1975 E quando
- 1975 Negro
- 1976 Resta cu 'mme
- 1977 Abbracciati
- 1977 Non m'importa più
- 1978 Mi vuoi
- 1979 Lady Anima
- 1979 Camminando e cantando
- 1980 Baciami
- 1981 Pensa per te Festival de Sanremo
- 1981 Canto straniero
- 1982 Mi mancherai
- 1982 Problemi
- 1983 Nell'aria
- 1984 Nel mio cielo puro
- 1985 L'ultima poesia (avec Gianni Bella)
- 1986 Senza un briciolo di testa Festival de Sanremo
- 1987 Tanti auguri Festival de Sanremo
- 1988 Dopo la tempesta Festival de Sanremo
- 1990 Verso l'ignoto (avec Gianni Bella) Festival de Sanremo
- 1998 E'un miracolo (avec Gianni Bella)
- 2002 La regina del silenzio
- 2007 Forever per sempre

### LP, CD
- 1972 Tu non hai la più pallida idea dell'amore
- 1973 Mi..ti..amo
- 1974 Metamorfosi
- 1975 L'anima dei matti (metà studio metà live)
- 1976 Bella
- 1977 Femmina
- 1979 Camminando e cantando
- 1981 Marcella Bella
- 1982 Problemi
- 1982 Little Italy (avec Joe Dassin)
- 1983 Nell'aria
- 1984 Nel mio cielo puro
- 1986 Senza un briciolo di testa
- 1987 Tanti auguri
- 1988 Marcella '88
- 1990 Marcella Bella canta Battisti
- 1990 Verso l'ignoto
- 1991 Sotto il vulcano
- 1993 Tommaso
- 1995 Anni dorati
- 2002 Passato e presente
- 2005 Uomo bastardo
- 2007 Per sempre Forever (avec Gianni Bella)